# Rudolf Prack
Rudolf Amon Prack (2 de agosto de 1905 - 2 de diciembre de 1981) fue un actor austriaco.

## Biografía
Su nombre completo era Rudolf Amon Prack, y nació en Viena, Austria, siendo sus padres el funcionario de correos Rudolf Prack (fallecido en marzo de 1922, a los 43 años de edad) y su esposa, Melanie Elisabeth (7 de abril de 1883 – 12 de junio de 1976). Se formó en el Realgymnasium y cursó estudios de comercio, trabajando como empleado de banca para poder financiar su estancia en el Seminario Max Reinhardt. Finalizada su educación como actor, trabajó entre 1924 y 1933 bajo la dirección de Max Reinhardt, y entre 1933 y 1935 bajo la dirección de Otto Preminger en el Theater in der Josefstadt de Viena.
Prack rodó su primera película en 1937. Entre 1938 y 1945 actuó en algunas películas proclives al régimen Nazi y producidas por Wien-Film. Sin embargo, el estrellato llegó para el actor en 1950 con el film Schwarzwaldmädel, y en 1951 con Grün ist die Heide, siendo muy popular en la época del milagro económico alemán el género cinematográfico Heimatfilm.
Sus papeles para el cine le dieron la reputación de ser „el hombre más besado del cine alemán“, aunque en esa época Rudolf Prack tenía más de cincuenta años, y sus compañeras de rodaje, entre ellas Sonja Ziemann, eran más de veinte años más jóvenes. Por su trabajo para el cine, en los años 1949 y 1950 recibió el Premio Bambi.
Prack actuó también en producciones televisivas, siendo desde 1967 a 1969 un médico rural en la serie Landarzt Dr. Brock. En 1976 interpretó un desagradable personaje, algo muy diferente a lo habitual en él, en Jesus von Ottakring, una obra de teatro adaptada a la pantalla en 1976 por Wilhelm Pellert con guion de Helmut Korherr. Además de la televisión, Prack fue también actor radiofónico y escritor de cuentos.
Rudolf Prack se casó con Maria Heinisch (15 de octubre de 1904–17 de enero de 1974). La pareja tuvo dos hijos, Adelheid y Michael. El actor falleció en 1981 por una neumonía. Fue enterrado en el Cementerio de Hietzing (Grupo 50, Número 37), junto a sus padres y a su esposa.

## Filmografía
- 1937 : Florentine
- 1938 : Prinzessin Sissy
- 1938 : Der Optimist
- 1939 : Mutterliebe
- 1940 : Krambambuli
- 1940 : Ein Leben lang
- 1940 : Der liebe Augustin
- 1941 : Spähtrupp Hallgarten
- 1942 : Die goldene Stadt
- 1942 : Die große Nummer
- 1943 : Die unheimliche Wandlung des Alex Roscher
- 1943 : Reise in die Vergangenheit
- 1943 : Der ewige Klang
- 1944 : Die heimlichen Bräute
- 1944 : Aufruhr der Herzen
- 1944 : Orient-Express
- 1945/1950 : Liebe nach Noten
- 1945/1949 : Ein Herz schlägt für Dich
- 1946 : Der weite Weg
- 1946 : Glaube an mich
- 1948 : Zyankali
- 1948 : Fregola
- 1948 : Morgen ist alles besser
- 1948 : Königin der Landstraße
- 1949 : Heimliches Rendezvous
- 1949 : Um eine Nasenlänge
- 1950 : Maharadscha wider Willen
- 1950 : Schwarzwaldmädel
- 1950 : Mädchen mit Beziehungen
- 1951 : Eine Frau mit Herz
- 1951 : Engel im Abendkleid
- 1951 : Die Dame in Schwarz
- 1951 : Grün ist die Heide
- 1951 : Johannes und die 13 Schönheitsköniginnen
- 1952 : Die Diebin von Bagdad
- 1952 : Tausend rote Rosen blühn
- 1952 : Lockende Sterne
- 1952 : Ferien vom Ich
- 1952 : Wenn abends die Heide träumt
- 1953 : Kaiserwalzer
- 1953 : Wenn am Sonntagabend die Dorfmusik spielt
- 1953 : Komm zurück
- 1953 : Die Privatsekretärin
- 1954 : Roman eines Frauenarztes
- 1954 : Kaisermanöver
- 1954 : Große Star-Parade (cameo)
- 1955 : Heimatland
- 1955 : Ball im Savoy
- 1955 : Der Kongreß tanzt
- 1956 : Kronprinz Rudolfs letzte Liebe
- 1956 : Dany, bitte schreiben Sie
- 1956 : Kaiserball
- 1956 : Roter Mohn
- 1957 : Das einfache Mädchen
- 1957 : Heimweh … dort, wo die Blumen blühn
- 1958 : Der Page vom Palast-Hotel
- 1958 : Die Landärztin
- 1958 : Eine Reise ins Glück
- 1958 : Der Priester und das Mädchen
- 1959 : Was eine Frau im Frühling träumt
- 1959 : Aus dem Tagebuch eines Frauenarztes
- 1959 : Du bist wunderbar
- 1959 : Ein Herz braucht Liebe
- 1960 : Die junge Sünderin
- 1961 : Frau Irene Besser
- 1961 : Vertauschtes Leben
- 1961 : Mariandl
- 1962 : Mariandls Heimkehr
- 1963 : Schwejks Flegeljahre
- 1964 : Holiday in St. Tropez
- 1964 : Happy-End am Attersee
- 1964 : Die lustigen Weiber von Tirol
- 1965 : Ruf der Wälder
- 1965 : Heidi
- 1967 : Landarzt Dr. Brock
- 1968 : Ein dreifach Hoch dem Sanitätsgefreiten Neumann
- 1970 : Der Kurier der Kaiserin (serie TV)
- 1970 : Frau Wirtin bläst auch gern Trompete
- 1971 : Glückspilze
- 1971 : Verliebte Ferien in Tirol
- 1972 : Sie nannten ihn Krambambuli
- 1973 : Wenn jeder Tag ein Sonntag wär
- 1974 : Der Jäger von Fall
- 1974 : Karl May
- 1976 : Jesus von Ottakring
- 1977 : Die Standarte
- 1981 : Ringstraßenpalais (serie TV)